# 해제중학교
해제중학교(海際中學校)는 대한민국 전라남도 무안군 해제면 양매리에 있는 사립 중학교이다.

## 학교 연혁
- 1966년 2월 27일 : 초대 교장 김용택 선생 취임
- 1966년 11월 19일 : 학교법인 해광학원 설립인가
- 1967년 4월 6일 : 해광중학교 개교
- 1974년 9월 28일 : 고산 김기수 이사장 취임
- 1980년 6월 19일 : 법인 명칭 고산학원으로 변경
- 1980년 6월 19일 : 해제중학교로 학교명 변경
- 1986년 10월 23일 : 박광님 이사장 취임
- 2024년 9월 1일 : 문효신 교장 직무대리
- 2025년 1월 8일 : 제56회 졸업 16명 (총 졸업생수 11,582명)

## 참고 자료
- 해제중학교 - 한국교육학술정보원 학교알리미